# 茨木市青少年野外活動センター
茨木市青少年野外活動センターは大阪府茨木市銭原にある茨木市の青少年教育施設である。4つのキャンプ場(要予約)がある「キャンプエリア」と予約不要の「ピクニックエリア」があり、銭原キャンプ場とも呼ばれる。1975年(昭和50年)に設置された。キャンプ場は3月20日から11月30日までは日帰り利用ができ、5月1日から9月30日までは宿泊利用もできる。いずれも茨木市民・市内団体の使用料は無料で市外在住者・市外団体は有料である。ピクニックエリアは無料で通年利用可能(日中のみ)、テント・ターフの設営や火の使用はできない。大型バス駐車可。

## アクセス
- 自家用車

茨木市の市街地から18km 約40分
新名神高速道路 茨木千提寺IC(ETC専用)から7km 約15分
- 阪急バス「銭原バス停」より900m 徒歩約15分

## 参考資料
- 青少年野外活動センターとは？ 茨木市
- 青少年野外活動センターにおける教育キャンプ 茨木市
- 連絡先・アクセス 茨木市

座標: 北緯34度55分27.2秒 東経135度31分58.5秒 / 北緯34.924222度 東経135.532917度

| スタブアイコン | サブスタブ | この項目は、まだ閲覧者の調べものの参照としては役立たない、大阪府に関連した書きかけの項目です。この項目を加筆・訂正などしてくださる協力者を求めています（P:日本の都道府県/大阪府）。 |